# Украденное поколение

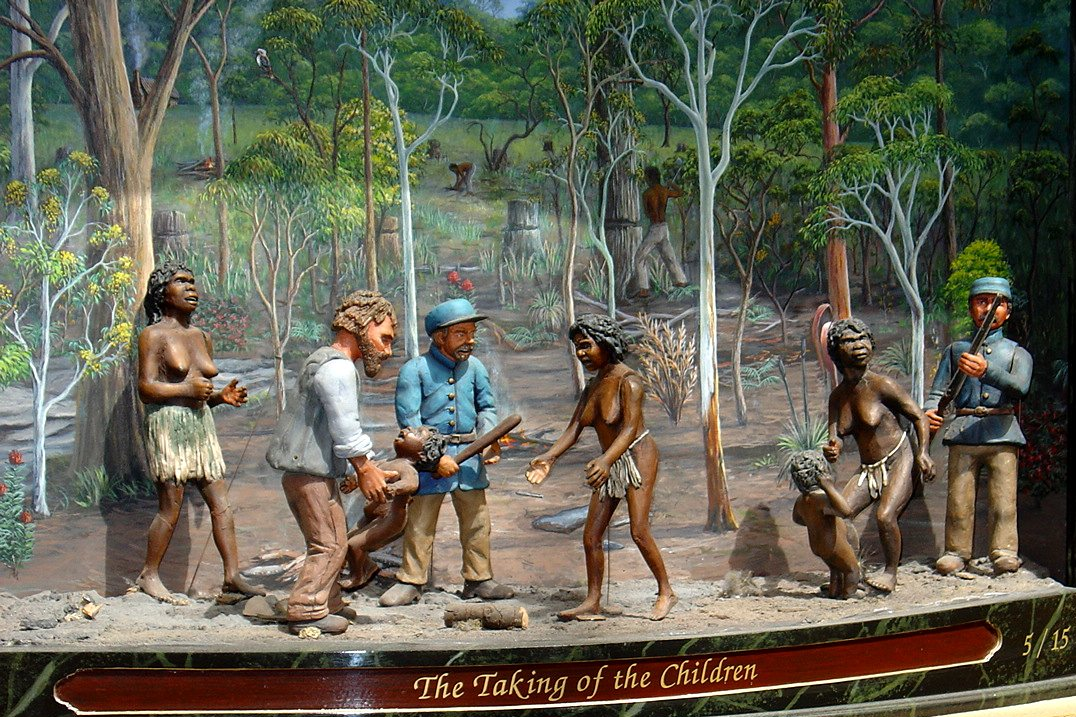
«Изымание детей» (The Taking of the Children) на Великих австралийских часах 1999 года в Queen Victoria Building (Сидней) авторства Криса Кука.

Укра́денные поколе́ния (англ. Stolen Generations; также известны как «укра́денные де́ти», англ. Stolen children) — дети австралийских аборигенов и островитян Торресова пролива, которые изымались из семей австралийским федеральным правительством, правительствами штатов и христианскими миссиями по парламентским актам соответствующих территорий. Изымание детей происходило примерно с 1909 по 1969 годы, но в некоторых регионах дети изымались и в 1970-е годы. Изъятию подвергались преимущественно дети смешанного происхождения или визуально более светлокожие. Они помещались в благотворительные и религиозные учебные заведения или в приёмные семьи. Среди таких детей оказалась австралийская фотохудожница и кинорежиссёр Трейси Моффат, посвятившая данной проблеме многие свои произведения.
Документальные свидетельства, такие, как статьи в газетах и отчёты в парламентские комитеты, предлагают ряд обоснований практике. Мотивами назывались «защита детей», вера в то, что аборигены скоро вымрут при сохранении негативной демографической тенденции после контакта с белыми, а также боязнь метисации чистокровных аборигенов. Идея, высказанная А. О. Невиллом, главным защитником аборигенов Западной Австралии, и другими ещё в 1930 году, заключалась в том, что детей смешанной расы можно обучать работать в белом обществе, и через поколения они будут выходить замуж за белых и ассимилироваться в обществе.
Австралийский исследователь Роберт Мэнн оценивает общее число украденных детей в 20—25 тысяч на протяжении шести поколений, эта оценка основывается на опросе, проведённом при поддержке телевидения ABS.